# 米卡·馬賽
米卡·馬賽（英語：Micah Masei，1999年3月2日—）是美屬薩摩亞游泳運動員，代表美屬薩摩亞參加2020年夏季奧林匹克運動會，在男子100公尺蛙式預賽以1:04.93排名第46，無緣晉級。